# Amerikanisches Jahrhundert
Der Begriff Amerikanisches Jahrhundert bzw. Das amerikanische Jahrhundert bezeichnet diejenige, hauptsächlich das 20. Jahrhundert umfassende Ära, in der die Vereinigten Staaten von Amerika eine weltweite Vormachtstellung in politischer, wirtschaftlicher und kultureller Hinsicht eingenommen haben bzw. immer noch einnehmen. Zu der Vormachtstellung gehören unter anderem militärische Stärke, eine sehr hohe Finanzkraft, Dominanz in der Softwareentwicklung und der große, weltweite Einfluss von amerikanischer Jugendkultur und Hollywood-Filmen.
Es gibt unterschiedliche Vorstellungen über die Kalenderjahre, die das amerikanische Jahrhundert umfasst. Der Journalist Bernd Ulrich etwa ist davon überzeugt, dass die Ära mit dem Eintritt der USA in den Ersten Weltkrieg am 6. April 1917 begann und am 9. November 2016 mit der Wahl Donald Trumps zum US-Präsidenten endete. Die Ausgabe Das Amerikanische Jahrhundert der Geo-Zeitschriftenreihe Geo Epoche Panorama bezieht sich beim Amerikanischen Jahrhundert auf den Zeitraum 1898, als die Vereinigten Staaten Kuba, Puerto Rico, die Philippinen, Guam und Hawaii unter ihre Kontrolle brachten, bis zu den Terroranschlägen am 11. September 2001.
Der Begriff Das amerikanische Jahrhundert wurde 1941 durch den US-Verleger Henry Luce geprägt, der ihn als Titel eines Life-Artikels verwendete. Darin rief Luce seine Landsleute zu Mut auf, gegen die faschistischen Staaten vorzugehen und so verstärkt die internationale Politik zu bestimmen. Der britische Historiker Paul Kennedy hob den Begriff Das amerikanische Jahrhundert 1998 im Spiegel als einen „der bekanntesten Begriffe der Zeitgeschichte“ hervor.